# Vítězslav Novák
Pour les articles homonymes, voir Novák.
Vítězslav Novák, né le 5 décembre 1870 à Kamenice nad Lipou et mort le 18 juillet 1949 à Skuteč, est un compositeur post-romantique tchécoslovaque.

## Biographie
Il étudie à Jindřichův Hradec avec Vilém Pojman. Il obtient ensuite une bourse pour faire son droit à l'Université de Prague, mais il se concentre sur ses études musicales au Conservatoire de Prague. Il y travaille le piano avec Josef Jiránek (de), l'harmonie avec Karel Knittl (de) et le contrepoint avec Strecker. Il participe également à la classe d'interprétation d'Antonín Dvořák. En 1892, il obtient son diplôme et poursuit ses études de piano jusqu'en 1896 tout en travaillant la philosophie à l'Université jusqu'en 1895. Il enseigne ensuite à titre privé tout en recueillant des chants traditionnels. Il succède à Dvořák en qualité de professeur de composition, puis devient directeur du conservatoire de Prague. Il enseigne tout d'abord de 1909 à 1939.
Il se forge une solide réputation de compositeur en écrivant notamment des œuvres comme les poèmes symphoniques V Tatrách (Dans les Tatras, 1902), Ověčne touzé (Désir éternel, 1903-1905) et Pan (1910), la suite pour orchestre Slovácká svitá (Suite slovaque, 1903) ou encore la cantate Bouře (La Tempête, 1910). Son influence en tant que compositeur est ensuite renforcé par des œuvres telles que la Podzimni symfonie (Symphonie d'automne, 1931-1934) et la Jihočeská svita (Suite de Bohême du sud, 1936-1937).
Il reçoit le titre d'artiste national de la République tchèque en 1945.
En 1946, à Prague, est publié le premier volume de son autobiographie inachevée.
Son œuvre la plus célèbre est la grande cantate profane « La Tempête », qui décrit une aventure maritime mais qui n'a pas de lien thématique avec la pièce de William Shakespeare. Il en existe un enregistrement par Jaroslav Krombholc (Česká filharmonie).

## Esthétique
Ses premières œuvres s'inscrivent dans la ligne générale de l'impressionnisme allemand. Brahms, impressionné, recommande Novák à son propre éditeur, Simrock. De plus, l'intérêt de Novák sur la musique traditionnelle a un fort impact sur sa musique, bien qu'il n'incorpore que rarement des matériels traditionnels originaux dans ses compositions. Ses dernières œuvres sont plus à tendances patriotiques.

## Liste d'œuvres
- Sonate pour violon et piano
- Concerto pour piano et orchestre en mi mineur
- Opus 1 : Trio avec piano en sol mineur
- Opus 2 : Ballade d'après le Manfred de Byron, pour piano
- Opus 3 : Trois pièces pour violon et piano
- Opus 5 : Bagatelles pour piano
- Opus 7 : Quatuor avec piano en do mineur
- Opus 12 : Quintette avec piano en la mineur : 1 Allegro moderato; 2 Andante; 3 Allegro risoluto. Quintette aux accents slaves et scandinaves.
- Opus 13 : Au crépuscule (Za soumraku) - Cycle symphonique en quatre mouvements (1896)
- Opus 20 : Mon mois de mai pour piano
- Opus 22 : Quatuor à cordes no 1
- Opus 24 : Sonate héroïque
- Opus 26 : V Tatrách (« Dans les montagnes Tatra »), poème symphonique
- Opus 27 : Trio
- Opus 30 : Chansons des nuits d'hiver pour piano seul : 1 Chant d'une nuit de clair de lune Andante amoroso; 2 Chant d'une nuit de tempête Allegro tempestuoso; 3 Chant d'une nuit de Noël Andante misterioso; 4 Chant d'une nuit de carnaval Allegro burlesco; Rubato
- Opus 32 : Suite slovaque pour orchestre (1903)
- Opus 33 : Ověčné touze (« L'éternel désir »), poème symphonique pour orchestre
- Opus 35 : Quatuor à cordes no 2
- Opus 39 : Acht Notturnos (Huit nocturnes) pour voix et piano (1908)
- Opus 40 : Toman a lesní panna (« Toman et la nymphe des bois »), poème symphonique d'après une légende de Bohème pour grand orchestre
- Opus 41 : Lady Godiva, ouverture pour la tragédie (1907) de Jaroslav Vrchlický pour grand orchestre
- Opus 42 : Bouře (« La Tempête ») : cantate pour solistes, chœur d'hommes et orchestre - texte de Svatopluk Čech (1910)
- Opus 43 : Pan, pour piano
- Opus 45 : Exoticon, petite suite pour piano
- Opus 54 : Six sonatines pour piano
- Opus 55 : Jeunesse, pour piano
- Opus 56 : Lucerna, opéra
- Opus 64 : Suite sud-bohémienne pour orchestre (1937)
- Opus 66 : Quatuor à cordes no 3
- Opus 67 : De profundis, poème symphonique pour grand orchestre et orgue
- Opus 68 : Sonate pour violoncelle et piano, en un seul mouvement : Allegro appassionato. Pochetino mene mosso. Assai sostenuto, con intimissimo sentimento. Poco meno. Poco Più
- Chansons slovaques dont : Prelecel sokol ; Tynom, tanom.
- Podzimni symfonie (1935)[3]